# 3616 Glazunov
3616 Glazunov este un asteroid din centura principală, descoperit pe 3 mai 1984 de Liudmila Juravliova.